# Kangphu Kang
Kangphu Kang (také Table Mountain) je hora vysoká 7 204 m n. m. v Himálajích na hranici mezi Bhútánem a Tibetskou autonomní oblastí v Čínské lidové republice.
Hora má dva významné vedlejší vrcholy, které se nacházejí v Bhútánu:
- Jejekangphu Kang (nadmořská výška = 6,965 m; prominence = 925 m)
- Kangphu Kang II (nadmořská výška = 6,945 m; prominence = 725 m)

## Prvovýstup
Na vrchol Kangphu Kang poprvé vystoupila 29. září 2002 jihokorejská expedice.